# ویکتوریا (فیلم ۱۹۷۹)
«ویکتوریا» (انگلیسی: Victoria (1979 film)) فیلمی در ژانر درام به کارگردانی بو ویدربرگ است که در سال ۱۹۷۹ منتشر شد.